# Мутагены
Мутагены (от лат. mutatio — изменение и др.-греч. γεννάω — рождаю) — химические и физические факторы, вызывающие наследственные изменения — мутации. Впервые искусственные мутации получены в 1925 году Г. А. Надсоном и Г. С. Филипповым у дрожжей действием радиоактивного излучения радия; в 1927 году Г. Мёллер получил мутации у дрозофилы действием рентгеновских лучей. Способность химических веществ вызывать мутации (действием иода на дрозофилы) открыта И. А. Рапопортом. У особей мух, развившихся из этих личинок, частота мутаций оказалась в несколько раз выше, чем у контрольных насекомых.

## Классификация
Мутагенами могут быть различные факторы, вызывающие изменения в структуре генов, структуре и количестве хромосом. По происхождению мутагены классифицируют на эндогенные, образующиеся в процессе жизнедеятельности организма и экзогенные — все прочие факторы, в том числе и условия окружающей среды.
По природе возникновения мутагены классифицируют на физические, химические и биологические:

### Физические мутагены
- ионизирующее излучение (рентгеновское- и гамма-излучения);
- электромагнитное излучение (ультрафиолетовое, в некоторых (очень редких случаях) случаях - видимый свет);
- Заряженные частицы, испускаемые как радиоактивными ядрами атомов, так и ускорителями.
- Нейтронное излучение.

### Химические мутагены
Химические мутагены являются самыми распространёнными в группе. К ним относятся следующие группы соединений:
- некоторые алкалоиды: колхицин — один из самых распространённых в селекции мутагенов, винкамин, подофиллотоксин;
- окислители и восстановители (нитраты, азотистая кислота и её соли — нитриты, активные формы кислорода);
- алкилирующие агенты (например, иодацетамид, эпоксибензантрацен);
- нитропроизводные мочевины: нитрозометилмочевина, нитрозоэтилмочевина, нитрозодиметилмочевина — часто применяются в сельском хозяйстве;
- этиленимин, этилметансульфонат, диметилсульфат, 1,4-бисдиазоацетилбутан (известный как ДАБ);
- некоторые пестициды (пестициды группы альдрина, гексахлоран);
- некоторые пищевые добавки (например, ароматические углеводороды (бензол и т.п.), цикламаты);
- продукты переработки нефти;
- органические растворители;
- лекарственные препараты (например, цитостатики, препараты ртути, иммунодепрессанты).

К химическим мутагенам условно можно отнести и ряд вирусов (мутагенным фактором вирусов являются их нуклеиновые кислоты — ДНК или РНК).

### Биологические мутагены
- специфические последовательности ДНК  — транспозоны;
- некоторые вирусы (вирус кори, краснухи, гриппа, вирус Эпштейна-Барр, Т-лимфотропный вирус человека, вирусы гепатитов B и C, ВИЧ 1 типа);
- продукты обмена веществ (продукты окисления липидов);
- антигены некоторых микроорганизмов.

## Механизм воздействия химических мутагенов
Механизм воздействия основывается на образовании с нуклеиновыми основаниями так называемых ДНК-аддуктов. Чем больше таких ДНК-аддуктов образуется в молекуле, тем сильнее изменяется нативная структура ДНК, что приводит к невозможности правильного протекания процессов биосинтеза белка (транскрипцию и репликацию) и тем самым порождает экспрессию мутантных белков. Практически все химические мутагены обладают канцерогенностью, т.е. провоцируют развитие злокачественных новообразований, однако не все канцерогены проявляют мутагенные свойства.
Рассмотрим механизм воздействия одного из мутагенов — эпоксида бензола.
Сам по себе бензол не обладает мутагенной активностью, т.е. является промутагеном. Однако в результате биологического окисления и биотрансформации в клетках печени, почек и особенно в миелоидной ткани красного костного мозга он приобретает мутагенные свойства. Попадая в гепатоцит, бензол немедленно гидроксилируется микросомальной системой окисления, катализируемой группой ферментов семейства цитохрома P450 до эпоксида. Эпоксид бензола обладает чрезвычайно высокой реакционной способностью за счёт образования напряжённого цикла между атомом кислорода и молекулой бензола. Он способен очень быстро алкилировать молекулы нуклеиновой кислоты, в частности ДНК. В механизме образования ДНК-аддукта эпоксидом бензола лежит реакция нуклеофильного замещения SN2: электрофил — в данном случае им является эпоксид (за счёт разрыва цикла он становится электронодефицитным), — который взаимодействует с нуклеофильными центрами — NH2-группами (являющимися электроноизбыточными) азотистых оснований, — образуя с ними ковалентные связи (зачастую очень прочные). Особенно это свойство к алкилированию проявляется у гуанина, так как в его молекуле больше всего нуклеофильных центров, с образованием, например, N7-фенилгуанина. Образовавшийся ДНК-аддукт может привести к изменению структуры ДНК, тем самым нарушается правильное протекание процессов транскрипции и репликации, что является источником генетических мутаций. Накопление эпоксида в клетках печени ведёт к необратимым последствиям: увеличению алкилирования ДНК, а вместе с тем и к увеличению экспрессии мутантных белков, являющихся продуктами генетической мутации; торможению апоптоза; трансформации и даже гибели клеток. Помимо яркой выраженной генотоксичности и мутагенности, он обладает и сильной канцерогенной активностью, особенно этот эффект проявляется в клетках миелоидной ткани (клетки данной ткани очень чувствительны к подобному роду воздействиям ксенобиотиков).